# Са пашњака до научењака
Са пашњака до научењака је аутобиографија Михајла Пупина Идворског (1854−1935), српског и америчког научника. Објављена је под називом From Immigrant to Inventor 1923. године у Њујорку, а прво српско издање, под називом Са пашњака до научењака објављено је 1929. године, у издању Матице српске из Новог Сада. 1924. године аутор је добио Пулицерову награду за ово дело.

## О писцу
Михајло Пупин је рођен 1854. године, у банатском селу Идвор, данас општина Ковачица. Основно и средње образовање стекао је у свом родном месту, Панчеву и Прагу, одакле 1874. године одлази за Америку. Након пет година физичког рада, учења језика, похађања курсева, уписао је студије и дипломирао 1883. године на универзитету Колумбија у Њујорку. Студирао је и на Универзитету Кембриџ и на Универзитету у Берлину, где је докторирао 1889. из области физичке хемије. Предавао је електротехнику на Универзитету Колумбија, а објавио је бројне техничке извештаје, чланке и 34 патента.

## О књизи
Аутобиографија Са пашњака до научењака објављена је у септембру  1923. године, на енглеском језику, у Њујорку. Издавачке куће Howe и Board of Education из Кливленда издају ову књигу са Брајевом азбуком за слепе већ од 1924. године. Прво издање на српском језику објавила је Матица српска из Новог Сада 1929. године. 
Дана 2. маја 1924. године Пупин је за ово дело добио Пулицерову награду за најбољу књигу издату 1923.
Пупин је своју књигу посветио у спомен својој мајци, Олимпијади, о којој је, у делу у коме говори о својој посети родном селу после 11 године, написао:
"У Идвору ми је све изгледало непромењено, осим моје мајке. Очи су јој сјале неким светитељским сјајем који ми је откривао ведри небески свод света у коме је живела. Ни Рафаело, ни Тицијан, помислио сам у себи, никад нису насликали тако лепог светитеља. Гледао сам у њу, дивио сам јој је и никад се нисам осећао тако малим и беспомоћним."
У предговору првом издању, 1923. године у Њујорку, Пупин је написао:
"Главни циљ мога писања био је приказ успона идеализма у америчкој науци, посебно у природним наукама и одговарајућим техникама. Био сам сведок овог поступног развоја, и све што сам до сада написао је покушај да изложим своје мишљење, као сведок који о овом може с правом да говори."....
Велико интересовање за живот и рад Михајла Пупина види се и кроз бројна издања ове књиге на српском језику:
- Са пашњака до научењака, издавач Алгоритам [3]
- Са пашњака до научењака, издавач Богуновић ИКП [4]
- Са пашњака до научењака, издавач Талија [5]
- Са пашњака до научењака, издавач Малинемо [6]
- Са пашњака до научењака, издавачи Карић фондација и Матица српска [7]
- Звучно издање аутобиографије, Специјална библиотека за слијепа и слабовида лица Републике Српске [8]

Пупинова књига деценијама је превођена и објављивана у многим земљама света, на немачком, италијанском, француском, руском, јапанском, шведском и другим језицима, а деценијама је била обавезна лектира у америчким школама.

## Радња
У почетним поглављима књиге Пупин пише о свом детињству и одрастању, о свом Идвору, о жељи за знањем која га је одвела на далек пут, преко Панчева и Прага до Америке. Напорно је радио на разним физичким пословима, похађао вечерњу школу, учио језике. 1879. године положио је пријемни испит на универзитету Колумбија у Њујорку, уз стипендију и награде које је освојио већ у првој години студија. По стицању дипломе добио је стипендију за студије математике и физике у Кембриџу, у Великој Британији, а затим у Берлину, где је и докторирао из области физичке хемије. Предавао је као професор на Колумбија универзитету. Сарађивао је са многим савременицима - научницима, детаљно је описао своје активности на пољу истраживачког рада, настанак многих патената. Пупин је кроз све описе својих стручних активности наводио и своја размишљања, запажања и дилеме, чинећи књигу ближом и разумљивијом за широку читалачку публику. 